# Леметр, Пьер
Пьер Леметр (фр. Pierre Lemaitre; 19 апреля 1951, Париж) — французский писатель и сценарист, лауреат Гонкуровской премии (2013) за роман «До свидания там, наверху».

## Жизнеописание
Ещё в детстве Пьер Леметр увлёкся чтением карманных изданий, которые чуть ли не каждую неделю покупала его мать. «Читать и писать — это всегда составляло часть моей жизни», — сказал он в интервью. Получив филологическое образование, он преподавал французскую и американскую литературу. Впоследствии стал работать свободным писателем и сценаристом. Его романы переведены на тринадцать языков. С 2011 года он возглавляет Общество Литераторов (fr: Société des gens de lettres).
Пьер Леметр видит свою работу как непрекращающуюся «практику увлечения литературой». В дебютном романе «Кропотливая работа» он отдал должное своим учителям в этом деле — писателям, главным героям произведения. Это Брет Истон Эллис, Эмиль Габорио, Джеймс Эллрой, Уильям Макилванни и др.
Во втором романе Леметра «Свадебное платье жениха» (2009, рус. пер. Риммы Генкиной), написанном в духе Альфреда Хичкока, речь идет о сумасшедшей Софи, серийной убийце, которая не помнит своих жертв.
Третьей книгой Леметра стал социальный триллер «Тёмные кадры» (2010) о безработном, который согласился принять участие в ролевой игре. Автора вдохновили события, которые произошли в 2005 году во время рекламной акции «Общественного телевидения Франции» (fr: France Télévisions Publicité), ведущим которой тогда был Филипп Сантини. За насилие, которое произошло на этой акции, он был осуждён 7 апреля 2010 года Уголовной палатой Кассационного суда.
В «Алексе» (2011, рус. пер. Татьяна Источникова) Леметр указывает на влияние на него таких авторов, как Луи Арагон, Марсель Пруст, Ролан Барт и Борис Пастернак, приводя цитаты из них.
«Большие средства» — роман, состоящий из отдельных рассказов. Относится к циклу произведений о следователе Камиле Верховене («Тщательная работа», «Алекс» и «Жертвы»). «Рози и Джон» — возведенный в одно целое вариант «Больших средств».
Последнее произведение — роман о судьбах ветеранов Первой мировой войны «До свидания там, наверху» свидетельствует о значительных изменениях в творчестве писателя. Как подчеркнул Пьер Ассулин, это приключенческий роман, а не исторический.
Оставив детективный жанр, Леметр остается верным духу своих первых книг. Цитирует, в частности, Д’Ажара, Френсиса Крейна, Гюго и Ларошфуко и отдает почести Луи Гию и Карсон Маккалерс.
За роман «До свидания там, наверху» Леметр в 2013 году получил Гонкуровскую премию, на которую кроме него претендовали Жан-Филипп Туссен («Nue», издательство «Минюи»), Карина Тюиль («L’invention de nos vies», издательство Grasset) и Фредерик Верже («Arden», издательство «Галлимар»). В последнем туре за Леметра проголосовало шесть членов жюри, а за Верже — четыре. Один из членов жюри, Бернар Пиво, подчеркнул, что «До свидания там, наверху» — «популярный роман, в хорошем смысле слова», написанный «определенно по-кинематографически». Пиво охарактеризовал манеру письма Леметра как «одновременно медленную и быструю, потому что он находит время описать поступки и действия молниеносными словами».
В 2017 году по роману «До свидания там, наверху» Альбер Дюпонтель снял одноименный фильм с Науэлем Пересом Бискаяртом и Лораном Лафиттом в главных ролях. Лента получила три номинации на главную премию Франции в области кино «Люмьер»: за лучший фильм, лучший сценарий и лучшую работу оператора.

## Общественная и политическая деятельность
Пьер Леметр поддержал левого кандидата Жан-Люка Меланшона на президентских выборах 2012 и 2022 годов.
С 2015 года он участвует в работе французской секции Observatoire international des prisons, которая занимается положением заключённых. Он выступает за «справедливое распределение богатств» и критикует привилегии, доступные для богатых во Франции.